# لاولاک (کالیفرنیا)
لاولاک (به انگلیسی: Lovelock) یک منطقهٔ مسکونی در ایالات متحده آمریکا است که در شهرستان بیوت، کالیفرنیا واقع شده‌است. لاولاک ۹۵۶ متر بالاتر از سطح دریا واقع شده‌است.